# Don't Bring Me Down
„Don't Bring Me Down” este un cântec din 2003 al cântăreței australiane Sia Furler. A fost lansat în Australia în noiembrie 2003 (și în Regatul Unit pe 9 februarie 2004) ca primul disc single de pe cel de-al treilea ei album de studio Colour the Small One (2004). Piesa a fost scrisă de Sia și Blair MacKichan care a lucrat în recent cu Will Young pe cântecul lui câștigător la Premiile BRIT, „Your Game”. Piesa a primit puțină promovare si nu a aparut în niciun clasament.
În videoclipul Making of Colour the Small One, Sia explică: „Nu m-am drogat pentru o perioadă de timp înainte de a scrie acest cântec a fost despre a avea o cădere foarte oribilă de ecstasy, și conceptul de a fi abandonat înainte de a merge la culcare – fiind cea ultimă atunci când toți ceilalți au plecat la culcare”.
Pista este inclusă pe coloana sonoră a filmului 36 Quai des Orfèvres și un număr de compilații inclusiv, „Songbirds”, Chillout Sessions, Vol. 6, precum și albumul în concert al lui Sia din 2007, Lady Croissant.

## Videoclip
Videoclipul piesei a fost o înregistrare live al cântecului și a fost lansat în 2006. Acesta conținea Sia cantând melodia în fața unui ecran verde, intervenit cu scene ale unei fetițe pe nume Ella jocânducu-se cu baloane, înotând și mâncând înghețată.

## Ordinea pieselor pe disc
| Nr.                                             | Titlul                    | Durată |
| ----------------------------------------------- | ------------------------- | ------ |
| Descărcare digitală                             |                           |        |
| 01.                                             | „Don't Bring Me Down” [A] | 4ː27   |
| EP — 1 distribuit în Statele Unite ale Americii |                           |        |
| 01.                                             | „Don't Bring Me Down” [A] | 4ː27   |
| 02.                                             | „Broken Biscuit” [B]      | 4ː56   |
| 03.                                             | „Lucky” [C]               | 3ː16   |
| 04.                                             | „So Bored” [C]            | 3ː09   |

Specificații
- A ^ Versiunea de pe albumul de proveniență, Colour the Small One.
- B ^ Piesa este valabilă pe relansarea din Statele Unite ale Americii al albumului Colour the Small One.
- C ^ Piesa prezentată pe EP nu apare pe album.